# Tee Grizzley
Terry Sanchez Wallace Jr. (ur. 23 marca 1994 w Detroit), znany zawodowo jako Tee Grizzley – amerykański raper, piosenkarz i autor tekstów z Detroit w stanie Michigan. Najbardziej znany jest ze swoich singli „First Day Out”, „No Effort”, „Colors” i „From the D to the A”.
Po wyjściu z więzienia w październiku 2016 roku Grizzley wydał swój debiutancki singiel „First Day Out” na YouTube. Piosenka zyskała ponad dwa miliony wyświetleń w mniej niż trzy tygodnie i doprowadziła do podpisania przez Grizzleya kontraktu płytowego z 300 Entertainment i Atlantic Records w 2017 roku. Po wydaniu wielu mixtape'ów i singli w 2017 roku, Grizzley wydał swój debiutancki album Activated w dniu 11 maja 2018 roku, który zadebiutował na 10. miejscu listy Billboard 200.

## Kariera

### 2016–2019: Debiutanckie single, My Moment, Activated i wspólne projekty
W więzieniu Wallace zaczął poważniej traktować rapowanie i podczas pobytu w zakładzie karnym napisał cały swój debiutancki mixtape. Po wyjściu z więzienia, przyjął nazwę Tee Grizzley, w listopadzie 2016 roku wydał swój debiutancki singiel „First Day Out”. Teledysk opublikowany na YouTube zyskał ponad 2 miliony wyświetleń w mniej niż trzy tygodnie. Później podpisał kontrakt z 300 Entertainment i Atlantic Records w 2017 roku. Wydał swój drugi singiel „Second Day Out” w lutym 2017 roku. Jego trzeci singiel „From the D to the A” z udziałem Lil Yachty'ego został wydany w marcu 2017 roku. 13 marca 2017 wydał „No Effort” i towarzyszący mu teledysk. Jego debiutancki mixtape My Moment został wydany 7 kwietnia 2017 roku. Piosenka Grizzleya „Teetroit” została wydana 28 lipca 2017 roku. Singel „Beef”, z udziałem Meek Milla, został wydany 1 września 2017 r. Otrzymał dwie nominacje do BET Hip Hop Award 2017 dla najlepszego nowego artysty hip-hopowego i najlepszej składanki. Wydał piosenkę „Win” 6 października 2017 r. Wydał piosenkę „What Yo City Like” z raperem Lil Durkiem 30 listopada 2017 roku jako główny singel ich wspólnego projektu o nazwie Bloodas. Bloodas zostało wydane w dniu 8 grudnia 2017 r. Wydał singel „Colors” 2 lutego 2018 roku. Singel „Don't Even Trip” z udziałem Moneybagg Yo został wydany 14 marca 2018 roku. W dniu 9 marca 2018 roku, Grizzley pojawił się gościnnie na albumie Lil Boat 2 od Lil Yachty'ego w piosence „Get Money Bros.”. Jego debiutancki album studyjny Activated został wydany 11 maja 2018 roku. W sierpniu otrzymał nominację do MTV Video Music Award 2018 w kategorii najlepszy nowy artysta w serii Push. Wydał mixtape Still My Moment 9 listopada 2018 roku. W maju 2019 wydał singiel „Locked Up”. 20 sierpnia 2019 roku podczas jazdy samochodem został zaatakowany i ostrzelany w Detroit. Jego ciotka i menadżerka Jobina Brown zginęła w strzelaninie, miała 41 lat. Grizzley i kierowca przeżyli ten incydent bez obrażeń. 20 września 2019 roku Grizzley wydał swój singiel „Satish” wraz z teledyskiem upamiętniającym śmierć Brown.

#### 2020:The Smartest
W styczniu 2020 roku Grizzley wydała singiel „Red Light”. W marcu wydał singiel "Payroll" z udziałem Payroll Giovanniego. Jego piosenka „No Talkin” pojawiła się w filmie Netflixa Coffee & Kareem. Wydał piosenkę „I Spy” 1 maja i „Mr. Officer” 5 czerwca w odpowiedzi na zabójstwo George'a Floyda i brutalność policji. Wydał mixtape The Smartest 19 czerwca.

## Dyskografia

### Albumy studyjne
| Tytuł      | Informacje                                                                                                 | Pozycje na listach | Pozycje na listach | Pozycje na listach | Pozycje na listach |
| Tytuł      | Informacje                                                                                                 | USA                | USAR&B/HH          | USA Rap            | KAN                |
| ---------- | --- | ------------------ | ------------------ | ------------------ | ------------------ |
| Activated  | - Wydany: 11 maja 2018 - Wytwórnia: 300 - Format: CD, Digital download, streaming                          | 10                 | 6                  | 6                  | 25                 |
| Scriptures | - Wydany: 7 czerwca 2019 - Wytwórnia: Grizzley Gang Music Group, 300 - Format: Digital download, streaming | 20                 | 10                 | 9                  | 43                 |

### Wspólne mixtape'y
| Tytuł               | Informacje                                                                                    | Pozycje na listach | Pozycje na listach | Pozycje na listach |
| Tytuł               | Informacje                                                                                    | USA                | USA R&B/ HH        | USA Rap            |
| ------------------- | --------------------------------------------------------------------------------------------- | ------------------ | ------------------ | ------------------ |
| Bloodas(z Lil Durk) | - Wydany: 8 grudnia 2017 - Wytwórnia: 300, Def Jam, OTF - Format: Digital download, streaming | 96                 | 34                 | 25                 |

### Mixtape'y
| Tytuł           | Informacje | Pozycje na listach | Pozycje na listach | Pozycje na listach | Pozycje na listach |
| Tytuł           | Informacje | USA                | USA R&B/ HH        | USA Rap            | KAN                |
| --------------- | --- | ------------------ | ------------------ | ------------------ | ------------------ |
| My Moment       | - Wydany: 7 kwietnia 2017 - Wytwórnia: 300 - Format: Digital download, streaming                                    | 44                 | 21                 | 16                 | —                  |
| Still My Moment | - Wydany: 9 listopada 2018 - Wytwórnia: Grizzley Gang Music Group, 300 - Format: Digital download, streaming        | 29                 | 16                 | 15                 | 57                 |
| The Smartest    | - Wydany: 19 czerwca 2020 - Wytwórnia: Grizzley Gang Music Group, 300 - Format: Digital download, streaming, CD, LP | 22                 | 14                 | 11                 | 88                 |